# Калиненко Ігор
Калине́нко Ігор (справжнє ім'я та прізвище — Богдан Васильович Курилас; 2 лютого 1917, Германів — 5 вересня 1991, Брюссель, Бельгія) — український письменник, поет, драматург, історик, церковний діяч.

## З біографії
Народився 2 лютого 1917 року у Германові (тепер Тарасівка) поблизу Львова в родині католицького священика. Закінчив гімназію у Збоїщах (1933). У 1934 році вступив до Чину Редемптористів і був висвячений на священика 2 лютого 1940 року в м. Ярослав Владикою Григорієм Лакотою, єпископом-помічником Перемишльським. 
У 1941—1944 роках о. Богдан душпастирював у монастирській церкві Тернополя. Часто проводив місії і реколекції у галицьких селах та містах. Разом з братами та товаришами у тернопільському драмтеатрі зорганізував виставу «Блудний син». У 1944 році, коли комуністичний режим окупував Галичину, отець Богдан емігрував в Австрію, навчався в Інсбруку. З 1948 року був священиком і наставником української студентської молоді, головою управи Українського науково-освітнього товариства у Бельгії. Багато їздив по світу, задовольняв духовні потреби емігрантів-українців, будував церкви у Бельгії та Німеччині.
Захистив дисертацію про Мелетія Смотрицького і здобув ступінь доктора в УВУ. Докторська праця на тему «З'єдинення архиєпископа Мелетія Смотрицького в історичному і психологічному насвітленні» (УВУ, Мюнхен, 1962 р.).

## Творчість
Займався й літературною діяльністю. о. Богдан є автором збірок поезій, п'єс, розвідок та книг спогадів про церковних діячів, зокрема:
- «Листи про Україну» (у 3-х томах, Париж, 1949—1956 рр., у співавторстві);
- «Голубі далі» (1959);
- «Трояндні далі» (1960);
- «Діялоги Василіянок» (Торонто, 1960);
- «З'єдинення архиєпископа Мелетія Смотрицького в історичному і психологічному насвітленні» (Брюссель, 1962);
- «Коли стигнуть вишні»;
- «Св. Іванна д'Арк»;
- «Нерон» (Париж, 1972).